# Рашид, Карим
Карим Рашид (араб. كريم رشيد‎, англ. Karim Rashid; 18 сентября 1960, Каир) — известный промышленный дизайнер. 
Карим Рашид запустил в производство около 2500 разработок, включая проекты дизайна мебели, посуды, модных аксессуаров, упаковки, фурнитуры, осветительных приборов, а также интерьеры, инсталляции и прочие архитектурные проекты.

## Биография
Карим Рашид родился в 1960 году в Каире (Египет). Наполовину египтянин (по отцу), наполовину англичанин, Карим рос в Англии и Канаде. 
В семье было трое детей, художественный вкус Кариму привил отец — художник и театральный декоратор, который любил брать сына на этюды. Промышленному дизайну Рашид обучался в Университете Карлтон (англ. Carleton University) в Оттаве (Канада). Получив в 1982 году степень бакалавра, продолжил учёбу в Неаполе (Италия), а за тем на год переехал в Милан, где стажировался в студии Родольфо Бонетто (итал. Rodolfo Bonetto Studio).
После стажировки вернулся в Канаду и семь лет проработал с «KAN Industrial Designers». С этого времени он начинает плотное сотрудничество с такими компаниями, как Sony, Citibank, Issey Miyake и др., шаг за шагом перемещаясь в тесный ряд самых успешных, модных и авторитетных дизайнеров современности.
С 1985 по 1991 год он был одним из основателей и дизайнеров Babel Fashion Collection and North.
В 1993 году открывает в Нью-Йорке собственную студию дизайна.
Работы Карима представлены в 20 постоянных экспозициях музеев по всему миру, включая MoMA, Центр Помпиду и SFMOMA.
В 2012 году  Карим Рашид сотрудничал с художником Теренсом Ко, выпустив ограниченное количество зимних пальто для 10-летия итальянского бренда Peuterey.
В 2016 году было объявлено, что Рашид взялся за многомиллионную модернизацию Temptation Resort and Spa в Мексике.

## Творчество
Каждым шагом Карим Рашид демонстрирует интерес не только к проектированию или созданию отдельных предметов или пространств, но дизайну среды обитания в самом широком смысле слова. «Не ограничивай своих возможностей узкой специализацией — специализируйся в целом на жизни», — гласит одна из 50 заповедей, сформулированных дизайнером.
ACME Studio, Nambé, Method, Prada, Umbra, Alessi, Target, Alivar, Kartell, Foscarini, Artemide — вот далеко не полный перечень его клиентов. Рашид оформляет рестораны в Нью-Йорке и Токио, гостиницы в Лондоне, Афинах и Лос-Анджелесе, интерьеры бутиков, выставок и студии известнейших телеканалов.
Забыть о стиле, думать об удобстве. Осознать роскошь свободы вместо роскоши материального. В этом ключ к пониманию сути творчества и мировосприятия Карима Рашида. Беззаботность чистых и ярких цветов, гладкие глянцевые поверхности, простые и мягкие очертания.
Несколько лет назад Карим Рашид исключил из своего гардероба чёрный цвет, теперь его фавориты — белый и розовый. Также и в творениях дизайнера редко можно встретить чёрный цвет.

«Мне кажется, что искусственное в последнее время становится естественным — то есть нам не следует больше разделять искусственные материалы и природные. Как не следует отделять технологическое от человеческого».— Карим Рашид (из интервью порталу Известия Науки)
Рашид предпочитает современные материалы на синтетической основе традиционным натуральным. Новейшие технологии помогают сделать каждый предмет практичным, удобным, дешёвым. Дизайнер уверен, что изменить мир в лучшую сторону можно лишь тогда, когда люди отказываются от ностальгии по прошлому — в любом проявлении. «Я хочу изменить мир» («I want to change the world»), — заявляет он миру с обложки своей первой книги-манифеста, вышедшей в 2001 году в издательстве Universe Publishing.
Работы Рашида выставлены во многих музеях мира: Museum of Modern Art в Нью-Йорке, Musee des Arts Decoratifs в Монреале, Tokyo Gas в Токио, Groningen Museum в Голландии и многих других музеях. Дизайнер является обладателем более трёхсот наград и премий, в том числе Daimler Chrysler Design Award (1999 год), George Nelson Award (1999), the Silver IDEA Award (1999), Industrial Design Excellence Award (1998), золотая награда в номинации «мебель» от Industrial Designers Society of America (IDSA) (2001 год), «Лучший новый дизайн ресторана» от Esquire magazine (2003 год) и IDSA (Industrial Design Excellence Award, 2005 год) и многих других.
Он читает лекции, проводит презентации и мастер-классы по всему миру и охотно участвует в жюри международных дизайнерских конкурсов. Рашид преподавал промышленный дизайн в Университете искусств Филадельфии, обучал ремеслу дизайнера в институте Пратта, Школе дизайна Род-Айленда и Колледже искусств Онтарио, является обладателем почётного титула доктора Колледжа искусств и дизайна Конкоран (Corcoran College of Art + Design) в Вашингтоне.

## Личная жизнь
Из-за того, что во время родов пуповина была обернута вокруг шеи Карима, в детстве у него наблюдались задержки в развитии и проблемы с речью. Семья Карима эмигрировала в Канаду, где он и начинал обучение. 
Брат и сестра Карима так же являются представителями творческих профессий: Ханни Рашид стал знаменитым архитектором, а сестра Сорая Рашид занимается живописью и музыкой.
Первый брак Рашида был с web-дизайнером Меган Ланг в 1995 году. 
Позже пара развелась в 2005 году. 
Он познакомился с Ланг в 1991 году, когда Рашид некоторое время преподавал в качестве доцента в Школе дизайна в Род-Айленде, где она в то время она была студенткой.
В 2008 году Рашид женился на Иване Пурич. Карим Рашид развелся с Иване Пурич в 2018 году. Они встретились на вечеринке в Белграде в 2006 году, когда Карим работал послом Белградской недели дизайна. У пары есть ребёнок — Кива Рашид, которая родилась в 2013 году.
Карим Рашид, как и ряд творческих деятелей имеет собственный стиль в одежде — он известен своей любовью к белым и розовым цветам.

## Карим Рашид в России
С 27 сентября по 30 октября 2005 года состоялась выставка работ Карима Рашида в Галерее Гари Татинцяна.
В 2008 году в Москве в торговом доме «Весна» на Новом Арбате состоялось открытие концепт-стора Bosco 3.14 компании Bosco di Ciliegi, интерьер которого создал Карим Рашид.
В 2012 году разработал новый дизайн статуэтки «Золотого граммофона».
Студия Карима Рашида также работала над дизайном умной колонки «VK Капсула Про».
Несколько раз посещал промышленную выставку «Иннопром» в Екатеринбурге.